# Kerk "B" op de Wawel
De Kerk "B" op de Wawel (Pools: Kościół B na Wawelu) was een preromaanse kerk op de heuvel Wawel in Krakau in Polen.

## Geschiedenis
De kerk is vermoedelijk in de 11e eeuw gebouwd en bestond uit een rotonde en twee tegenovergelegen apsissen. De matroneum in de westelijke apsis wijst op een Karolingisch-Ottonische invloed. De bouwperiode van deze kerk is verspreid over drie fases. De muren bestaan uit gebroken zandsteen en longitudinale tegels, gearrangeerd in de Opus emplectum-techniek.
Het bouwwerk is waarschijnlijk in de 13e eeuw gesloopt. De gegeven naam "B" komt voort uit het feit dat het niet bekend is aan welke heilige deze kerk is gewijd.
De restanten zijn in 1966 onder gebouw 'nr 5' (zuidelijke risaliet van de koninklijke keukens) ontdekt. Binnen de muren van de voormalige kerk is het door een stenen plaat bedekte 11e of 12e-eeuws graf van een vrouw aangetroffen.